# Landamäri
Landamäri, ofta benämnt Gränsläggningen 1050, är en redogörelse för ett gränsavtal, där kungarna i Sverige och Danmark under tidig medeltid skall ha utsett vardera sex man varpå dessa tolv tillsammans bestämde sex gränsmärken mellan de två länderna. Det har diskuterats i över hundra år om det verkligen ingicks ett avtal på tiohundratalet som texten anger eller om avtalet ingicks senare eller kanske inte alls.